# Anton Sjipulin
Anton Vladimirovitj Sjipulin (russisk: Анто́н Влади́мирович Шипу́лин, tr. Antón Vladímirovitj Sjipúlin; født den 21. august 1987 i Tjumen, Sovjetunionen) er en russisk skiskytte.
Anton Sjipulin gjorde opmærksom på sig selv allerede ved Junior-VM og Junior-EM i 2007 og 2008, ved at vinde adskillige medaljer. Han debuterede i World Cup'en den 10. januar 2009 i Oberhof, og vandt samme år to bronzemedaljer ved europamesterskaberne i skiskydning. 
Sjipulin vandt olymisk-bronze med det russiske stafethold ved Vinter-OL 2010 i Vancouver (Canada). Ved VM i skiskydning 2011 på hjemmebane i Khanty-Mansijsk, vandt han sølv i mændenes stafet. Året efter ved VM i skiskydning 2012 i Ruhpolding (Tyskland) tog han på egen hånd bronzemedaljen i disciplinen jagtstart. I indeværende sæson 2012/13 hart Sjipulin vundet både sprinten og jagtstarten ved World Cup stævnet i Antholz-Anterselva.
Anton Sjipulin er lillebror til OL-guld-vinderen Anastasiya Kuzmina, der dog stiller op for Slovakiet.